# Lommiswil
Lommiswil (gsw. Lommiswiu) – miejscowość i gmina w Szwajcarii, w kantonie Solura, w jednostce administracyjnej (Amtei) Solura-Lebern, w okręgu Lebern.  

## Demografia
W Lommiswil mieszka 1 608 osób. W 2021 roku 8,6% populacji gminy stanowiły osoby urodzone poza Szwajcarią. 